# ガー・レイノルズ
ガー・レイノルズ(Garr Reynolds)は、コミュニケーション・コンサルタントでプレゼンテーションの専門家として知られる。元京都外国語大学国際貢献学部教授。
AppleのWorldwide User Group Relations担当を経て、2016年1月まで関西外国語大学教授を勤めていた。2020年4月から奈良県立国際高等学校名誉校長・奈良県教育委員会教育政策アドバイザーに就任した。奈良県生駒市在住を公表。

## 著書
- 『プレゼンテーションZen』(ピアソン桐原、2009年9月) ISBN 978-4894713284
- 『シンプルプレゼン』(日経BP、2011年3月) ISBN 978-4822230548
- 『裸のプレゼンター』(ピアソン桐原、2011年7月) ISBN 978-4864010559
- 『プレゼンテーションZen 第2版』(丸善出版、2014年2月) ISBN 978-4621066034
- 『プレゼンテーションZen デザイン』(丸善出版、2014年3月) ISBN 978-4621066010
- 『世界最高のプレゼン教室』(日経BP、2016年12月) ISBN 978-4822236748